# Al-Ala
Al-Ala – wieś w Syrii, w muhafazie Hama. W 2004 roku liczyła 571 mieszkańców.